# George Newsam Tuck
George Newsam Tuck, britanski general, * 1901, † 1981.